# ساختار هایپرفاین

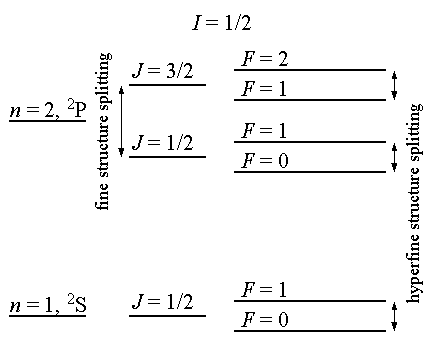
نمایی از فرمول «ساختار ریز» و «ساختار هایپرفاین» در هیدروژن. جفت‌شدن تکانه‌های زاویه‌ای مختلف، منجر به تقسیم سطح انرژی می‌شود.

ساختار هایپرفاین در فیزیک اتمی، اثرات مختلفی است که باعث تغییر کوچک و شکافت در سطوح انرژی اتم‌ها، مولکول‌ها و یون‌ها می‌شود. نام آن اشاره به fine structure است که در نتیجهٔ تعامل بین گشتاور مغناطیسی مرتبط با اسپین الکترون و اندازه حرکت زاویه‌ای مداری الکترون است.
ساختار هایپرفاین، با تغییرات انرژی که معمولاً از مرتبهٔ کوچکتر از fine structure است، نتیجهٔ برهمکنش هسته (یا هسته، در مولکول) با میدانهای الکتریکی و مغناطیسی داخلی ایجاد شده است.